# Ланузеи
Ланузѐи (на италиански: Lanusei; на сардински: Lanusèi) е малък град и община в Италия, един от двата административни центъра на провинция Нуоро, на остров и автономен регион Сардиния. Разположен е на 595 m надморска височина. С 5655 души (към 31 декември 2010 г.), Ланузеи е административният провинциален център с най-малкото население в цяла Италия.